# NGC 3551
NGC 3551 este o astrophysical x-ray source⁠(d) situată în constelația Leul. A fost descoperită în 24 august 1883 de către Lewis A. Swift. Se află la o distanță de 131,83 de megaparseci de Pământ.